# Ixora somosomaensis
Ixora somosomaensis är en måreväxtart som beskrevs av John Wynn Gillespie. Ixora somosomaensis ingår i släktet Ixora och familjen måreväxter. Inga underarter finns listade i Catalogue of Life.